# Euscelidia atrata
Euscelidia atrata là một loài ruồi trong họ Asilidae. Euscelidia atrata được Dikow miêu tả năm 2003. Loài này phân bố ở vùng nhiệt đới châu Phi.